# Alison Skipworth
Alison Skipworth (* 25. Juli 1863 in London als Alison Mary Elliott Margaret Groom; † 5. Juli 1952 in New York City) war eine britisch-US-amerikanische Schauspielerin.

## Leben und Karriere
Alison Skipworth wurde in gutbürgerliche Verhältnisse als Tochter eines Arztes geboren und erhielt an der Oxford University ihre weiterführende Schulausbildung. Ihr Schauspieldebüt erfolgte erst relativ spät, um ihren Ehemann – einen verarmten Künstler – finanziell zu unterstützen: 1894 hatte sie, bereits über 30 Jahre alt, ihren ersten Auftritt am Daly’s Theatre in London. Skipworth, die zeitweise den Ruf einer Bühnenschönheit hatte, zog nur wenige Jahre später in die Vereinigten Staaten. 1899 war Skipworth erstmals am Broadway in New York zu sehen, wo sie bis 1942 in fast 50 Produktionen mitwirkte, was sie zu einer vielbeschäftigten Charakterdarstellerin machte. Sie arbeitete unter anderem mit damaligen Theatergrößen wie Daniel Frohman, Viola Allen, James Keteltas Hackett und John Drew junior.
Vereinzelt war Skipworth bereits seit 1912 als Filmschauspielerin tätig, doch erst mit dem Einsetzen des Tonfilms wandte sie sich hauptsächlich dem Tonfilm zu. Sie galt in den 1930er-Jahren als eine von Hollywoods zuverlässigsten Charakterdarstellerinnen, die meist durchsetzungsfähige und oft aristokratisch wirkende ältere Damen verkörperte, häufig mit einer komischen Note. Mit dem Komiker W. C. Fields bildete sie ein komödiantisches Leinwandpaar in den 1933 und 1934 erschienenen Filmen Tillie and Gus, Wenn ich eine Million hätte und Six of a Kind. In der starbesetzten Verfilmung von Alice im Wunderland aus dem Jahr 1933 gab sie die Rolle der Herzogin. An der Seite von Marlene Dietrich übernahm sie gewichtige Nebenrollen in den Filmdramen Das Hohe Lied (1933) und Der Teufel ist eine Frau (1935). Am häufigsten war die stattlich wirkende Darstellerin als Witwe, Herzogin oder Gesellschaftsdame zu sehen. 1936 spielte Skipworth neben Bette Davis in Der Satan und die Lady, einer Komödienversion von Der Malteser Falke, wo sie die Kaspar-Gutman-Rolle übernahm, die sechs Jahre später in Die Spur des Falken von Sydney Greenstreet dargestellt wurde.
Nach 54 Filmen zog sich Skipworth im Jahr 1938 aus dem Filmgeschäft zurück, am Broadway war sie danach noch im Januar 1942 in dem Theaterstück Lily of the Valley zu sehen. Alison Skipworth starb 1952 im Alter von 88 Jahren in New York City.

## Filmografie
- 1912: A Mardi Gras Mix-Up (Kurzfilm)
- 1912: The Pilgrimage (Kurzfilm)
- 1912: Into the Jungle (Kurzfilm)
- 1912: A Political Kidnapping (Kurzfilm)
- 1920: 39 East
- 1921: Handcuffs or Kisses
- 1925: Big Pal (Kurzfilm)
- 1930: Strictly Unconventional
- 1930: Raffles
- 1930: Outward Bound
- 1930: Du Barry, Woman of Passion
- 1930: Oh, for a Man!
- 1931: The Virtuous Husband
- 1931: The Night Angel
- 1931: The Road to Singapore
- 1931: Devotion
- 1931: Tonight or Never
- 1932: The Unexpected Father
- 1932: Ein ausgefuchster Gauner (High Pressure)
- 1932: Sinners in the Sun
- 1932: Madame Racketeer
- 1932: Night After Night
- 1932: Wenn ich eine Million hätte (If I Had a Million)
- 1933: Aufruhr in Utopia (Tonight Is Ours)
- 1933: He Learned About Women
- 1933: A Lady’s Profession
- 1933: Das Hohe Lied (The Song of Songs)
- 1933: Midnight Club
- 1933: Tillie and Gus
- 1933: Alice im Wunderland (Alice in Wonderland)
- 1934: Sechs von einer Sorte (Six of a Kind)
- 1934: Coming Out Party
- 1934: Wharf Angel
- 1934: Shoot the Works
- 1934: Sophie kann’s nicht lassen (The Notorious Sophie Lang)
- 1934: The Captain Hates the Sea
- 1934: Here Is My Heart
- 1935: The Casino Murder Case
- 1935: Der Teufel ist eine Frau (The Devil is a Woman)
- 1935: The Girl from 10th Avenue
- 1935: Jahrmarkt der Eitelkeiten (Becky Sharp)
- 1935: Doubting Thomas
- 1935: Mädchen in Shanghai (Shanghai)
- 1935: Dangerous
- 1935: Hitch Hike Lady
- 1936: Eine Prinzessin für Amerika (The Princess Comes Across)
- 1936: Der Satan und die Lady (Satan Met a Lady)
- 1936: The Gorgeous Hussy
- 1936: Two in a Crowd
- 1936: White Hunter
- 1937: Stolen Holiday
- 1937: Two Wise Maids
- 1938: King of the Newsboys
- 1938: Das Großmaul (Wide Open Faces)
- 1938: Ladies in Distress